# Fairfield Bay
Fairfield Bay is een plaats (city) in de Amerikaanse staat Arkansas, en valt bestuurlijk gezien onder Cleburne County en Van Buren County.

## Demografie
Bij de volkstelling in 2000 werd het aantal inwoners vastgesteld op 2460.
In 2006 is het aantal inwoners door het United States Census Bureau geschat op 2519, een stijging van 59 (2,4%).

## Geografie
Volgens het United States Census Bureau beslaat de plaats een oppervlakte van
39,3 km², geheel bestaande uit land. Fairfield Bay ligt op ongeveer 313 m boven zeeniveau.

## Plaatsen in de nabije omgeving
De onderstaande figuur toont nabijgelegen plaatsen in een straal van 32 km rond Fairfield Bay.